# Ammonoidea
Ammonoids su grupa izumrlih morskih mekušaca u potklasi Ammonoidea iz klase Cephalopoda. Ovi mekušci, koji se obično nazivaju amonitima, bliže su povezani sa živim koloidima (tj., hobotnicama, lignjama i sipama) nego sa nautiloidima sa ljuskom kao što je živa vrsta Nautilus. Najraniji amoniti pojavili su se tokom devona, dok su poslednje vrste nestale tokom ili ubrzo nakon izumiranja krede-paleogena.

## Literatura
- Larson, Neal L. (1997). Ammonites and the Other Cephalopods of the Pierre Seaway: Identification Guide. Geoscience Press. ISBN 978-0-945005-25-4.
- Lehmann, Ulrich (1981). The Ammonites: Their life and their world. Cambridge University Press. ISBN 978-0-521-23627-0.
- Monks, Neale; Palmer, Philip (2002). Ammonites. Smithsonian Institution Press. ISBN 978-1-58834-024-5.
- Walker, Cyril and Ward, David. Fossils. Dorling, Kindersley Limited, London, 2002.
- A Broad Brush History of the Cephalopoda by Dr. Neale Monks, from The Cephalopod Page.
- Ammonite maturity, pathology and old age By Dr. Neale Monks, from The Cephalopod Page. Essay about the life span of Ammonites.
- Cretaceous Fossils Taxonomic Index for Order Ammonoitida
- Deeply Buried Sediments Tell Story of Sudden Mass Extinction

## Spoljašnje veze
- Descriptions and pictures of ammonite fossils
- goniat.org, a palaezoic ammonoid database
- paleozoic.org: gallery of ammonite photographs
- photos of ammonites at Lyme Regis, UK
- TaxonConcept's data on cretaceous ammonites
- The ammonites of Peacehaven - photos of giant cretaceous ammonites in Southern England
- tonmo.com: The octopus news magazine online, Cephalopod fossil articles.
- William R. Wahl * Mosasaur Bite Marks on an Ammonite. Preservation of an Aborted Attack?
- Mosasaur diet